# Saint-Méen

Saint-Méen este o comună în departamentul Finistère, Franța. În 1 ianuarie 2022 avea o populație de 941 de locuitori.